# نادي فيينا للكريكت وكرة القدم

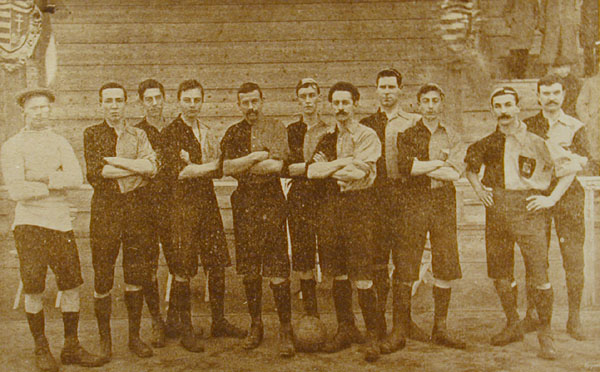

نادي فيينا للكريكت وكرة القدم (بالألمانية: Vienna Cricket and Football-Club) هو نادي رياضي يقع في حي دوبلنغ في فيينا. تأسس في 23 أغسطس 1894، وهو ثاني أقدم فريق بعد منافسهم فيرست فيينا. وهو معروف للنمساويين بالاسم الإنجليزي كريكيتير (بالإنجليزية: Cricketer). في أوائل القرن العشرين، كان النادي مشهورًا في لعبة الكريكيت و‌كرة القدم، ولكن الآن ألعاب القوى و‌التنس.

## الإنجازات
كأس التحدي
- 1897–98، 1901–02

## وصلات خارجية
- الموقع الرسمي (بدون كرة قدم)